# Solidarność

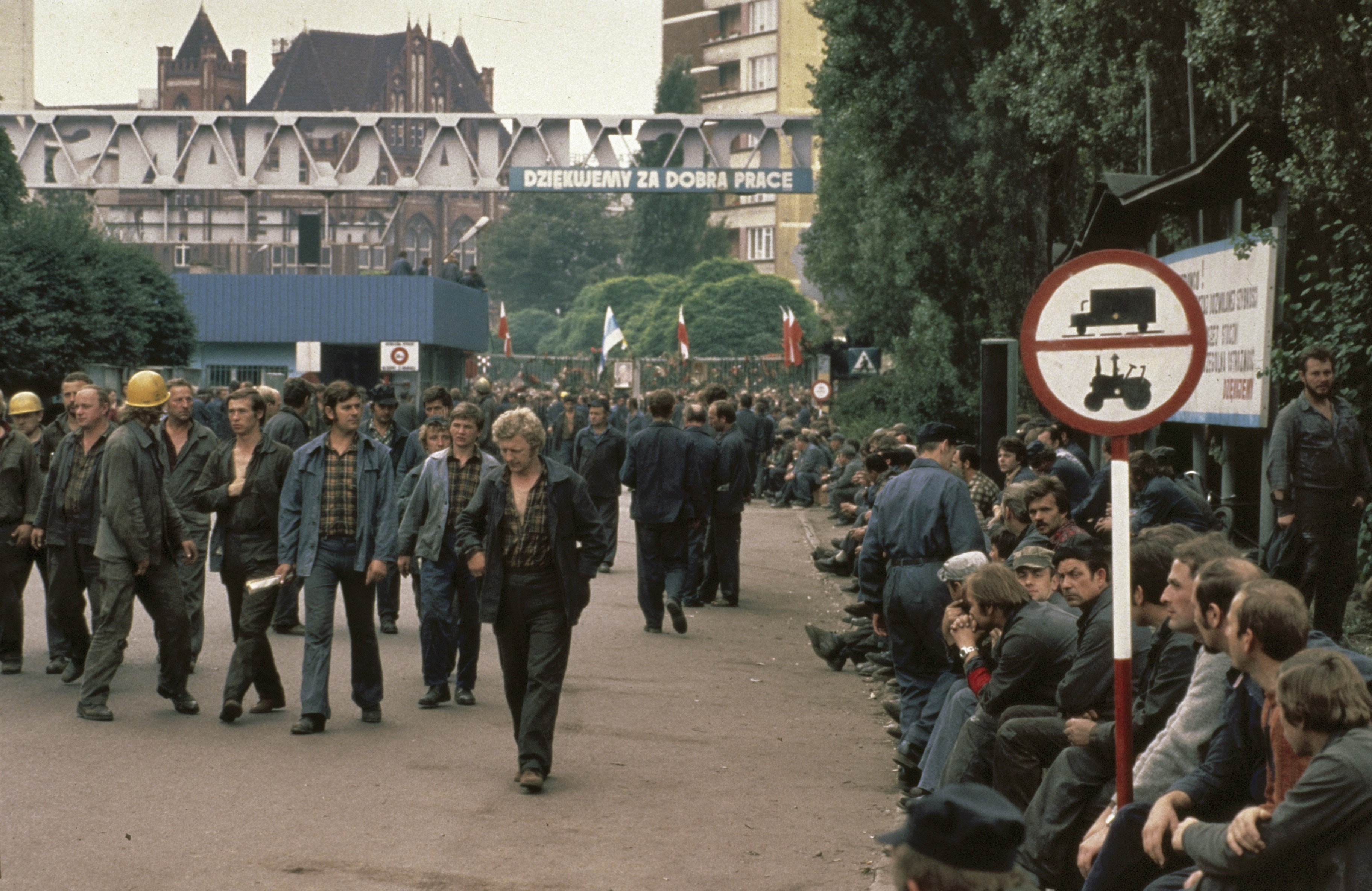
Wachtende stakers van de Leninwerf.

Solidarność [sɔliˈdarnɔɕt͡ɕ] (Nederlands: Solidariteit; volledige naam: Niezależny Samorządny Związek Zawodowy „Solidarność” (NSZZ „S”), letterlijk: Onafhankelijke Autonome Vakbond "Solidariteit") is een Poolse vakbeweging die tot en met 1989 een belangrijke rol speelde in het verzet tegen het communistische regime in Polen. Door historici wordt Solidarność tevens beschouwd als een van de belangrijkste elementen in de val van het communisme in het Oostblok. Solidarność werd deels wel, deels niet door het Pools-communistische regime geaccepteerd, omdat de beweging de schijn zou wekken dat Polen toentertijd over een oppositionele stem beschikte. Tot 2001 was Solidarność ook een belangrijke politieke partij. Tegenwoordig bestaat Solidariteit nog steeds als een vakbeweging.

## Geschiedenis van Solidarność
De vakbeweging vond haar oorsprong in diverse stakingscomités op de werven van Gdańsk, Gdynia en Sopot in de jaren zeventig. Lech Wałęsa - een bij een vorige staking ontslagen elektricien - was de aanvoerder van de bond. Opmerkelijk was de samenwerking tussen de arbeiders, intellectuelen en de Rooms-Katholieke Kerk, die van cruciaal belang zou blijken bij het succes van Solidarność. De intellectuelen, zoals Tadeusz Mazowiecki, Jacek Kuroń, Zbigniew Bujak en Adam Michnik zorgden voor de ideologische onderbouwing en bedachten een uitgekiende strategie. Lech Wałęsa zorgde voor de uitvoering en kon mensen op de been krijgen. De beweging kreeg ook steun van de kerk (met op de achtergrond de in 1978 gekozen Poolse Paus Johannes Paulus II). Kernpunten van de Solidarność-strategie waren:
1. principiële geweldloosheid
2. alleen realistische concessies eisen
3. de communistische machthebbers een (morele) spiegel voorhouden.

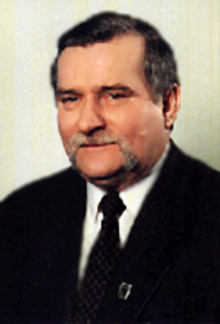
Lech Wałęsa, aanvoerder van Solidarność

De beweging verspreidde zich begin jaren tachtig als een lopend vuur door heel Polen. In mei 1981 werd Solidarność gelegaliseerd en ontstond er een plattelandsafdeling van Solidarność waarin boeren zich organiseerden. Aan het eind van dat jaar had Solidarność 10 miljoen leden. Door stakingen en andere acties wist ze de communistische regering te dwarsbomen en deze tot verregaande concessies te dwingen.
Deze ontwikkelingen waren tot dan toe ongehoord voor Polen en óók voor de overige Oostbloklanden. Na de onderdrukte opstanden in Hongarije in 1956 en Praag in 1968 werd nu voor het eerst door de machthebbers in Moskou afgezien van een militaire ingreep.
Op 13 december 1981 kondigde regeringsleider Wojciech Jaruzelski echter, onder druk van de Sovjet-Unie, de staat van beleg af. Vele leiders van de beweging werden tijdelijk gevangengezet en op 8 oktober 1982 werd de vakbeweging verboden. Vanaf juli 1983 werd de staat van beleg ingetrokken, maar de staat hield grip op zijn burgers en het politieke leven. Bovendien werd het voedsel gerantsoeneerd tot in de late jaren tachtig.
Gedurende die jaren tachtig bleef Solidarność alleen bestaan als ondergrondse beweging, ondersteund door de kerk en de Amerikaanse inlichtingendienst CIA. Aan het einde van de jaren tachtig was de beweging, mede dankzij de steun van paus Johannes Paulus II, sterk genoeg om Jaruzelski's hervormingspogingen te frustreren. Door stakingen overal in het land was de regering in 1988 gedwongen om opnieuw met Solidarność in dialoog te treden.
In april 1989 werd Solidarność weer gelegaliseerd, na rondetafelbesprekingen die in februari 1989 waren begonnen, en mocht het meedoen aan de eerste (gedeeltelijk) vrije verkiezingen in een communistisch land. De communisten behielden 50% van alle zetels in de Sejm, de Poolse Tweede Kamer. De overige zetels waren vrij verkiesbaar, evenals alle 100 zetels in de opnieuw opgerichte Senaat. De leden van Solidarność veroverden bijna alle vrij verkiesbare zetels in de Sejm en alle zetels in de Senaat.
Eind augustus 1989 werd er een coalitie gevormd die werd geleid door Solidarność, met Tadeusz Mazowiecki als eerste niet-communistische premier achter het IJzeren Gordijn. Politiek pluralisme was ingevoerd, persvrijheid, vrij grensverkeer en de transitie van planeconomie naar markteconomie werden direct ingevoerd. Dit bracht in Centraal- en Oost-Europa een proces op gang dat in het najaar van 1989 zou leiden tot de meestal eveneens vreedzame omverwerping van de communistische regimes en de val van de Muur. Ruim een jaar later werd Lech Wałęsa gekozen tot president.

### 2020: viering 40-jarig bestaan
Op 9 september 2020 vierde de organisatie haar 40-jarig bestaan. Dit werd gevierd in Gdansk en Warschau en ook op het NAVO-hoofdkwartier in Brussel. De viering te Brussel werd ook bijgewoond door plaatsvervangend secretaris-generaal van de NAVO, ambassadeur Mircea Geoană. Op het terrein werd bij deze gelegenheid een bord met het iconische logo van Solidarność-beweging onthuld.
De beweging was inmiddels reeds geëerd door de Europese Unie middels de naam Esplanade Solidarność 1980 voor het terrein tussen de gebouwen van het Europees Parlement en hun omgeving. De esplanade verbindt de gebouwen van het Europees Parlement met het Luxemburgplein, het treinstation Brussel-Luxemburg en het Leopoldpark. Het plein vormt de centrale as van het Europees Parlement in Brussel, met de Simone Veil-agora in het midden.